# NGC 6808
NGC 6808 (również PGC 63578) – galaktyka spiralna (Sa), znajdująca się w gwiazdozbiorze Pawia. Odkrył ją John Herschel 27 czerwca 1835 roku.
W galaktyce tej zaobserwowano supernową SN 2014bx.